# Nagykosztolány
Nagykosztolány (szlovákul Veľké Kostoľany) község Szlovákiában, a Nagyszombati kerületben, a Pöstyéni járásban.

## Fekvése
Pöstyéntől 16 km-re, délnyugatra fekszik.

## Nevének eredete
Neve a szlovák kostol (= templom) főnévből származik.

## Története
A régészeti leletek tanúsága szerint területén már az újkőkorszakban is éltek emberek. A legkorábbi leletek az i. e. 5. évezredből származnak. A kutatások azt is megerősítették, hogy a terület az 5.–12. század közötti időben is folyamatosan lakott volt.
A mai települést 1216-ban „Costulan" néven említik először. A tatárjárást követően 1244-ben IV. Béla „terra Keztelen" földjét a johannita lovagrendnek adta. A falu 1379-ben „Zenthwyd" néven is szerepel, melyet Szent Vid tiszteletére szentelt templomáról kapott.
Vára a 15. században már állott. 1466 őszén a Jan Svehla vezette cseh huszita sereg foglalta el, de 1467 januárjában maga Mátyás király jelent meg seregei élén felszabadítására. A király a várból megszökött cseh vezért társaival együtt lekaszaboltatta, mire a csehek feladták a várat. A vár nyomai ma is láthatók. Más források szerint a körülzárt várból kimenekülő néhány száz huszita legtöbbjét Mátyás katonái fogságba ejtették. Magányosan menekülő vezérüket, Jan Svehlát a mintegy negyven kilométernyire levő Óturán fogták el a helybéliek, s vitték Mátyás király színe elé, a nagykosztolányi katonai táborba. Svehlát és 150 fegyveresét kivégezték, de a várat feladó társaik kegyelmet kaptak. A Svehla vezért elfogó nyolc óturai lakos megjutalmazásáról Mátyás király 1467. február 3-án, Nagyszombatban oklevelet állított ki.
A községet az 1530-as évektől több török támadás is érte, különösen az 1599. októberi és az 1663. szeptemberi támadás volt emlékezetes, amikor a település elpusztult. 1598-ban 99 ház állt a faluban. Az 1788-ban végzett népszámláláskor 1168-an lakták, közülük 1065 katolikus és 103 zsidó, akik külön zsinagógával is rendelkeztek.
Vályi András szerint: „Nagy Kosztolány. Mező Város Nyitra Várm. földes Urai több Uraságok, lakosai katolikusok, és más félék, fekszik az Újhelyi járásban, híres vala hajdan régi Kastéllya, mellyet Korvinus Mátyás ostromlott, és Stehla szomorú büntetését szenyvedte rosz tselekedeteinek, a’ mint Bonfin munkájában látható, földgye, réttye jó, piatzozása Galgóczon, és Újhelyben, malma helyben, fája, legelője nem elég, szőleje tsekély, Oleszka vize is rongállya határját."
1819-ben már 2387 volt a lakosok száma. 1831-ben kolerajárvány pusztított, ezután a népesség csökkent.
Fényes Elek szerint: „Kosztolán (Nagy), Nyitra m. tót m. város N.-Szombathoz 2 órányira: 1105 kath., 10 evang., 151 zsidó lak. Kath. paroch. templom, synagóga; régi kastély; vizimalom. Földe, réte termékeny; legelője szük; bora nem sokat ér. F. u. a csejthei uradalom."
1875-ben Breiner gróf téglagyárat építtetett a községben. 1887-ben nyílott a gyógyszertár.
Nyitra vármegye monográfiájában: „Nagy-Kosztolány, nagy község a Dudvág jobb partján, a nagyszombat–vágujhelyi útban, 1563 lakossal, kik között 204 német, 1301 tót és néhány magyar van. Az izraeliták száma 200, a többi mind katholikus. Van postája, távirója és vasúti állomása. Kath. templomának alapja az Árpádházi királyok korából való, mert 1464-ben már mint régi templomot említik. Kegyura a báró Springer család. Az izraelitáknak is van itt imaházuk, mely 1830-ban épült. Nagy-Kosztolány mellett Mátyás királynak hajdan vára is volt, melynek azonban ma már a nyomai is alig láthatók. Romjaiból nagyobbították meg a kath. templomot. E várat 1465-ben Svehla cseh vezér elfoglalta, azonban Mátyás király elől menekülni volt kénytelen. Jókőn fogták el az ottani lakosok. 1848-ban Ziska és Abafi tót vezérek és csapataik, 1849-ben Grabbe tábornok orosz seregei, 1866-ban pedig Benedek tábornok tartózkodott a községben. Hajdan a Vág közvetlen a község alatt folyt, amiről még az 1788-iki Canonica visitatio is megemlékezik. A község neve, mely azelőtt Szent-Vyd volt, már egy 1209-ből származó oklevélben is előfordul, melyben András király a községet Sebus comesnek adományozza. Zsigmond királynak egy 1388-ban kelt adománylevele is említi, mig egy 10 évvel később kelt oklevélben már mint mezőváros szerepel. Van itt két régi, kastélyszerü épület, melyek közül az egyik a mult, a másik e században épült és jelenleg gazdasági czélokra szolgál. A községet 1813-ban víz, 1838-ban tűz pusztította el. Van a faluban egy botgyár is. Földesurai Stybor vajda, az Erdődyek, Révayak, Csákyak és Klimók voltak. Most báró Springer testvéreknek és gr. Andrássy Dénesnek van itt nagyobb birtoka."
A trianoni békeszerződésig Nyitra vármegye Pöstyéni járásához tartozott.

## Népessége
| Év:            | 1994. | 2004.   | 2014.   | 2024.   |
| -------------- | ----- | ------- | ------- | ------- |
| Emberek száma: | 2478  | 2658    | 2773    | 2829    |
| Eltérés:       |       | +7,26 % | +4,32 % | +2,01 % |

| Év:            | 2023. | 2024.   |
| -------------- | ----- | ------- |
| Emberek száma: | 2808  | 2829    |
| Eltérés:       |       | +0,74 % |

1910-ben 1776, túlnyomórészt szlovák lakosa volt.
2001-ben 2580 lakosából 2557 szlovák lakta.
2011-ben 2698 lakosából 2620 szlovák.

## Neves személyek
- Itt született 1683 vagy 1684-ben Jávorka Ádám kuruc hadnagy, francia alezredes, lengyel ezredes.
- Itt hunyt el 1834-ben Fiala Antal katolikus pap.
- Itt hunyt el 1904-ben Rucska István római katolikus plébános, történész, szlovák publicista.
- Részben innét származott Deák Ferenc családja (Uzovics).

## Nevezetességei
- Szent Vid tiszteletére szentelt, római katolikus temploma 1464-ben épült.
- A Hétfájdalmú Szűzanya tiszteletére szentelt kápolnája 1768-ban épült.
- Kisboldogasszony kápolnája 1832-ben készült.
- Itt működött Szlovákia egyik legnagyobb (100 kW-os) rövidhullámú adója 1949-től 2008-ig,[6] valamint egy középhullámú adó a 927 kHz frekvencián, 140 m magas adótoronnyal, a Vágújhely felé vezető országút mentén. Ezeket azóta URH sávú műsorelosztással helyettesítették.